# Arbetare-Vännen
Arbetare-Vännen var en dagstidning utgiven i Luleå från 24 december 1863, då ett provnummer kom ut, sedan från den 2 januari 1864 till 31 mars 1866. 
Utgivningsbevis för tidningen utfärdades först för boktryckaren L. U. Berglund 5 december 1863 och därefter för boktryckaren Wilhelm Helin den 10 december 1864 ,  i Helin tillkännagav i sista numret att tidningen att till följd av alltför få prenumeranternas måste tidningen upphöra
Tidningen kom ut en dag i veckan på lördagar med 4 sidor i folioformat med tre spalter på satsytan 34,4 x 21 cm. Prenumeration kostade  4,75 kr 1864 och 1865 och 3,50 kr 1866.
Tidningen trycktes hos L. U. Berglund 1863 till 19 september 1864 och därefter av W. Helin. Som typsnitt använde blandat frakturstil och antikva. Tidningen hade träsnitt 1866.